# إيزاك سي. سينجلتون جونيور
إيزاك سي. سينجلتون جونيور (بالإنجليزية: Isaac C. Singleton Jr.)‏ هو ممثل أمريكي، ولد في 1 أغسطس 1967 في الولايات المتحدة.

## أعمال

### أفلام
- (2000) ملائكة تشارلي[2]
- (2001) كوكب القردة[3][4][5]
- (2003) إدارة الغضب[6]
- (2003)  لعنة اللؤلؤة السوداء[7][8]
- (2016) ديدبول[9]

## وصلات خارجية
- إيزاك سي. سينجلتون جونيور على موقع IMDb (الإنجليزية)
- إيزاك سي. سينجلتون جونيور على موقع ألو سيني (الفرنسية)
- إيزاك سي. سينجلتون جونيور على موقع قاعدة بيانات الفيلم (الإنجليزية)
- إيزاك سي. سينجلتون جونيور على موقع كينوبويسك (الروسية)
- إيزاك سي. سينجلتون جونيور على موقع ANN person (الإنجليزية)